# Par force!
Par force! ist eine Schnellpolka von Johann Strauss (Sohn) (op. 308). Das Werk wurde am 8. Februar 1866 im Redoutensaal der Wiener Hofburg erstmals aufgeführt.